# 교차 검증
교차 검증(cross-check, cross-validation)은 검증 대상에 대해 최소 2가지 이상의 확인 방법(출처, 시각, 실험결과)을 사용하여 사실관계 등을 검증하는 것이다.
언론 기사 등의 팩트 체크를 하는데 있어서 가장 많이 사용하는 수단 중 하나가 교차 검증이다.

## 개요
인문학적으로 역사적 진실에 대해 여러 출처를 통해 사실관계를 확인하는 방법 자연과학적으로는 서로 독립적으로 이루어진 실험 결과들을 통해 증명하는 방법이다

## 같이 보기
- 팩트체크
- 교차타당도